# 加齊沃達湖
42°57′42″N 20°34′1″E / 42.96167°N 20.56694°E

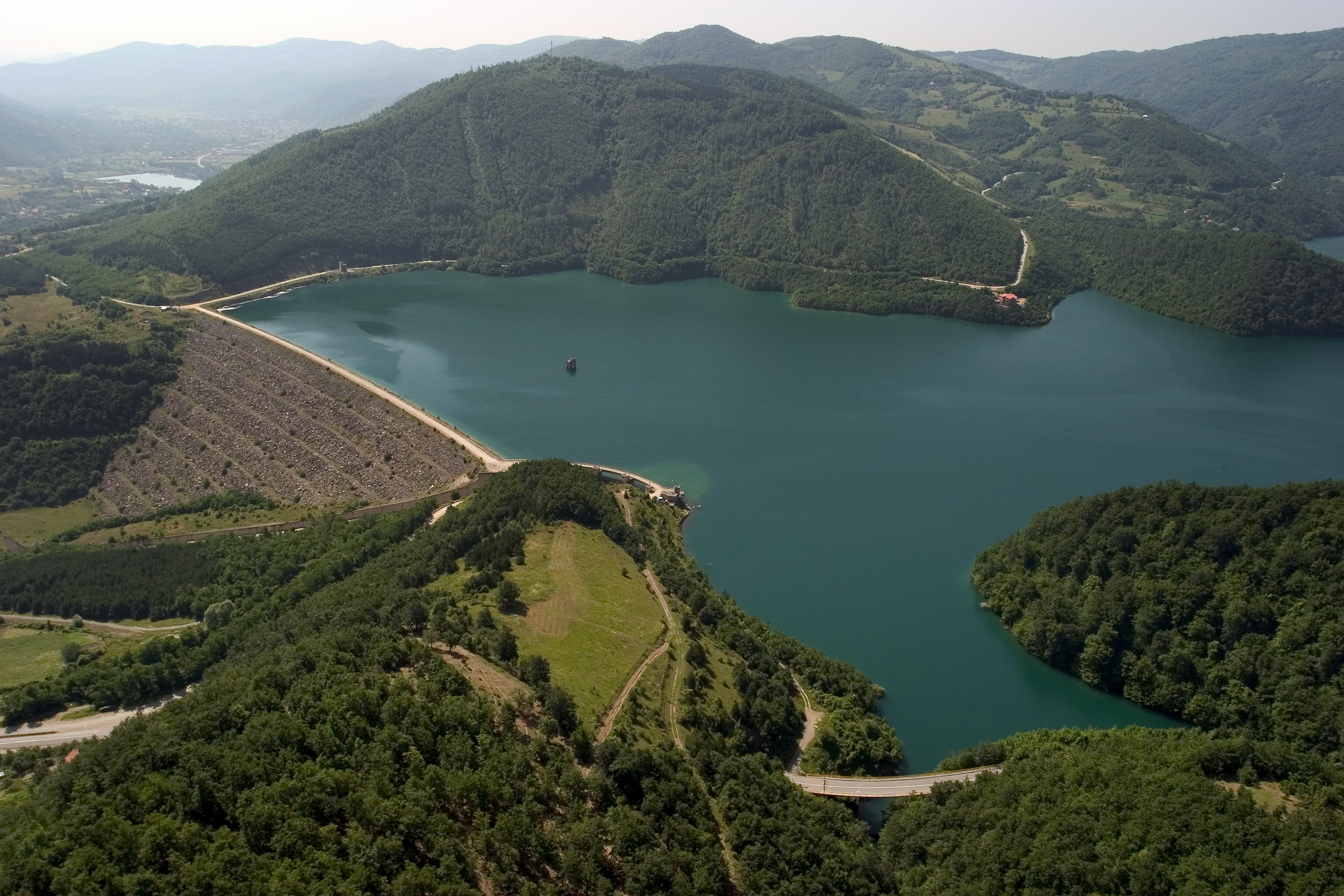

加齊沃達湖是塞爾維亞及科索沃的湖泊，位於科索沃西北部，長24公里，面積11.9平方公里，海拔高度694米，最大水深105米，蓄水量0.38平方公里，湖水來自伊巴爾河。